# Temple d'Israël
Le Temple d'Israël est une congrégation juive réformée de Memphis, dans le Tennessee (États-Unis). Il s'agit de la seule synagogue réformée de Memphis, la plus ancienne et la plus importante congrégation juive du Tennessee, et l'une des plus grandes congrégations réformées aux États-Unis. Le temple est fondé en 1853 par des juifs pour la plupart allemands comme la « Congregation B'nai Israel » (de l'hébreu : « les enfants d'Israël »). D'abord dirigé par des hazzanim, le temple embauche en 1858 son premier rabbin, Jacob Peres, et loue son premier bâtiment, qu'il restaure avant de finalement l'acheter.
Peres est démis de ses fonctions en 1860 pour avoir tenu un magasin qu'il ouvre également le samedi, le jour du shabbat. Il est remplacé par Simon Tuska qui amène la congrégation du judaïsme orthodoxe au judaïsme réformé. Il meurt en 1871 et Max Samfield lui succède. Sous sa direction, la synagogue est l'une des fondatrices de l'Union pour le judaïsme réformé. En 1884, les Enfants d'Israël construisent un nouveau bâtiment, permettant à la communauté d'accueillir rapidement plus de membres. Samfield meurt en 1915 et est remplacé à son tour par Bill Fineshriber, un ardent défenseur du droit de vote des femmes et de l'égalité des droits pour les Noirs américains. L'année suivante, la congrégation emménage dans un nouveau bâtiment dans lequel la communauté ne cesse de croître. Fineshriber part en 1924 et Harry Ettelson le remplace.
La synagogue subit plusieurs difficultés au début de la Grande Dépression : le nombre d'adhésions chute, l'école de la congrégation est fermée et le personnel voit baisser son salaire. Les conditions s'améliorent dans les années 1930. En 1943, la synagogue change de nom pour celui de « Temple d'Israël », tandis qu'à la fin des années 1940, le nombre d'adhérents a presque doublé par rapport à son point le plus bas dans les années 1930. Ettelson prend sa retraite en 1954 et Jimmy Wax lui succède.
Wax se fait connaître en se joignant au mouvement des droits civiques. Bien que certains membres (particulièrement ceux dont la famille a vécu dans le Sud depuis des générations) aient un point de vue ségrégationniste, d'autres ont une importance de premier ordre dans le combat pour les droits civiques des Noirs américains. Pendant la direction de Wax, les membres du Temple d'Israël s'éloignent de la synagogue déjà existante. En 1976, elle fait construire un autre bâtiment (l'actuelle synagogue) dans un lieu plus proche du quartier de la plupart des membres. Wax prend sa retraite en 1978 et est remplacé par Harry Danziger, qui ramène la congrégation à des pratiques plus traditionnelles. Il se retire en 2000 et Micah Greenstein lui succède. Depuis 2010, le Temple d'Israël compte près de 1 600 familles membres. Greenstein en est le grand rabbin et John Kaplan le hazzan.

## Histoire

### Les premiers temps (1853–1857)
Le Temple d'Israël est créé en tant que congrégation orthodoxe de B'nai Israel en 1853 par trente-six chefs de famille. Une charte lui est accordée par la législature d'État du Tennessee le 2 mars 1854,,. Cette charte est issue de la Memphis's Hebrew Benevolent Society (Société hébraïque de bienfaisance de Memphis), créée en 1850 par des Juifs allemands. Cette société s'occupe alors du cimetière juif de Memphis, aide les Juifs démunis et conduit les offices des Yamim Noraïm. L'office est initialement dirigé par des hazzanim à temps partiel. Le premier, Jonas Levy, est engagé comme hazzan et shohet,,. H. Judah lui succède, puis J. Sternheimer. Un Talmud Torah est créé puis dirigé par le révérant Sternheimer, considéré comme le premier directeur de l'école hébraïque, initialement érigée par Jacob Peres,,. En 1857, B'nai Israel engage un organiste, Christopher Philip Winkler, décrit par Tim Sharp (doyen du département des beaux-arts au Rhodes College de Memphis) comme le « doyen des musiciens de Memphis ». Né en Allemagne en 1824, il émigre aux États-Unis à l'âge de 16 ans et emménage à Memphis en 1854. Il y enseigne la musique, l'interprète et en compose pour les offices de B'nai Israel. À partir de 1894, il réalise plus de 850 morceaux pour la congrégation.
Durant les premières décennies, la congrégation célèbre le culte en différents endroits du centre-ville de Memphis, sur les rives du Mississippi. Elle reçoit un legs de 2 000 $ de la part d'un philanthrope de la Nouvelle-Orléans, Judah Touro, et l'utilise pour acheter un terrain sur la Deuxième avenue mais ne se sent pas suffisamment sûre financièrement pour construire une synagogue. Le terrain est finalement vendu,,. À la place, les membres accueillent chez eux la célébration du culte pendant toute l'année 1853. Par la suite, jusqu'en 1857, plusieurs locaux sont loués sur Front Street,,. Les fonds légués par Touro permettent en fin de compte aux membres de louer des bâtiments à la Farmers and Merchants Bank sur Main Street et Exchange Avenue à la fin de l'année 1857, qu'ils transforment en synagogue,,,. Deux comités lèvent des fonds pour sa rénovation, l'un d'eux sollicite des dons de la part de « tous les Israélites de la ville » tandis que l'autre doit « recevoir les souscriptions des Gentils » (les non-Juifs). Des fonds supplémentaires sont levés en vendant la place réservée des membres dans le nouveau sanctuaire. Une vente aux enchères est tenue le 18 mars 1858 dans laquelle les sièges de cinquante hommes sont vendus pour 343 $ et de quarante-quatre femmes pour 158 $. Les locaux rénovés possèdent cent-cinquante sièges pour les hommes et à peu près cinquante pour les femmes. La synagogue est inaugurée par l'État le 26 mars 1858,. En 1860, la congrégation s'engage à acheter la propriété ; l'hypothèque est payée en novembre 1864 ; à partir de 1865, elle rembourse complètement sa dette,. Le 2 mars 2007, 153 ans exactement après que la congrégation eut reçu sa charte de l'État du Tennessee, une plaque est érigée par la Shelby County Historical Commission (Commission historique du comté de Shelby), la Jewish American Society for Historic Preservation (Société judaïque américaine pour la préservation du patrimoine historique) et le Temple d'Israël à l'angle de la rue où la synagogue se tenait à l'époque. La plaque décrit le bâtiment comme le « premier lieu de culte juif permanent du Tennessee »,,.
L'adhésion à B'nai Israel est restreinte aux hommes et la présence aux réunions trimestrielles (au moins) est obligatoire. Les hommes manquant une réunion sans une excuse recevable doivent payer une amende, qui est de cinquante cents en 1857. Les membres instituent également des règles censées protéger l'image de la petite congrégation juive aux yeux de la communauté chrétienne, majoritaire dans la ville. L'adhésion de nouveaux membres doit être approuvée par la communauté à bulletin secret. Un membre peut aussi être suspendu ou expulsé s'il agit de manière déshonorante.
B'nai Israel est la seule congrégation juive de Memphis et, depuis sa création, les membres sont partagés entre traditionalistes et réformateurs. Lors de la rénovation du bâtiment, la congrégation vote à dix-huit voix contre quatorze le maintien traditionnel de la séparation des hommes et des femmes. À partir de 1858, avec suffisamment de fonds pour engager à plein temps un leader spirituel, elle consulte Rabbi Isaac Leeser, le leader de la communauté juive orthodoxe américaine mais prend aussi contact avec Rabbi Isaac Mayer Wise, leader du tout nouveau mouvement juif réformé d'Amérique, qui consacre le dernier sanctuaire de B'nai Israel cette même année,. Les membres lancent une annonce dans le journal de Wise, The American Israelite, ainsi que dans d'autres journaux juifs de langue anglaise, en même temps qu'une annonce pour rechercher un boucher cacher. Leeser leur recommande finalement le rabbin orthodoxe Jacob J. Peres,.

### Un premier rabbin: Jacob J. Peres (1858–1860)

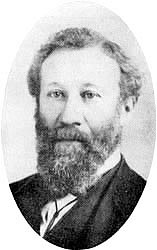
Rabbi Jacob J. Peres.

Né et élevé aux Pays-Bas, Peres est un enfant prodige qui, avant d'avoir dix-huit ans, publie déjà une grammaire de l'hébreu ainsi qu'un livre de proverbes écrits en cinq langues. Après l'obtention de son diplôme de lycée, il reçoit une bourse de Guillaume Ier des Pays-Bas pour poursuivre simultanément des études rabbiniques et laïques au Séminaire israélite des Pays-Bas,. Il travaille alors les mathématiques ainsi que les langues, la littérature ou le droit. Il cofonde Peres and Micou, un cabinet juridique.
B'nai Israel engage Peres en décembre 1858 comme hazzan et professeur d'anglais et d'allemand avec un salaire annuel de 600 $ et des avantages sociaux s'élevant à 400 $,,. Peres dirige également le Talmud Torah, la chorale, tout en étant de fait le rabbin,,. Sous sa direction, la communauté s'intéresse activement à la situation critique des Juifs dans le monde. Pendant une réunion de la congrégation en janvier 1860, il est collecté de l'argent auprès des membres présents et de la trésorerie de B'nai Israel pour aider les Juifs marocains et il est créé un comité censé lever des fonds à Memphis en leur propre nom. La congrégation s'oriente de plus en plus vers l'orthodoxie et fait passer une règle stipulant que seuls les membres observant strictement la Loi juive, peuvent faire lecture de la Torah pendant les jours de yamim noraïm – les jours redoutables.
Peres ne trouvant pas son salaire suffisamment élevé pour pouvoir répondre à ses besoins, ceux de sa femme et de ses quatre enfants, il ouvre une épicerie pour augmenter ses revenus et reçoit avec son frère une commission, due à la vente d'autres marchandises en consignation. Comme le samedi, jour du Shabbat, est aussi le jour le plus animé pour les commerçants, il décide de garder son magasin ouvert ce jour-là, chose totalement contraire aux règles du shabbat qu'il a lui-même rappelées. Quelques membres en font la remarque et lors de la réunion trimestrielle de B'nai Israel en avril 1860, de premières accusations sont portées contre lui ; par la suite, un tribunal juif le reconnaît coupable et Peres est renvoyé. En retour, il poursuit la congrégation en justice devant un tribunal civil pour perte de salaire et diffamation. Cette affaire est portée devant la Cour suprême du Tennessee et jugée en sa faveur pour la perte de salaire mais contre lui quant à la diffamation. La cour déclare qu'« une institution religieuse est souveraine ; ses lois et ses règlements sont suprêmes ; et sa politique et ses pratiques ne peuvent être contestées par une procédure juridique dans une cour de justice ».
Après le renvoi de Peres, les membres commencent à rechercher un rabbin « modérément réformé ». Cette fois, ils consultent Wise et non Leeser. Le poste proposé dans le journal de Wise est celui d'« enseignant, de prédicateur et de lecteur » avec un salaire de 1 000 $ par an. La congrégation exige que le postulant puisse « enseigner l'hébreu aux enfants, fasse une lecture hebdomadaire en allemand ou en anglais et sache lire correctement les Prières ». En 1860, elle engage Simon Tuska. Peres reste à Memphis et les tensions théologiques à l'intérieur de la congrégation s'apaisent lorsque quarante des membres les plus traditionnels partent avec Peres comme leader spirituel pour former la congrégation orthodoxe Beth El Emeth en 1861 ou 1862,. Ce genre de scission devient alors banal dans les congrégations américaines de l'époque.

### Simon Tuska (1860–1871)

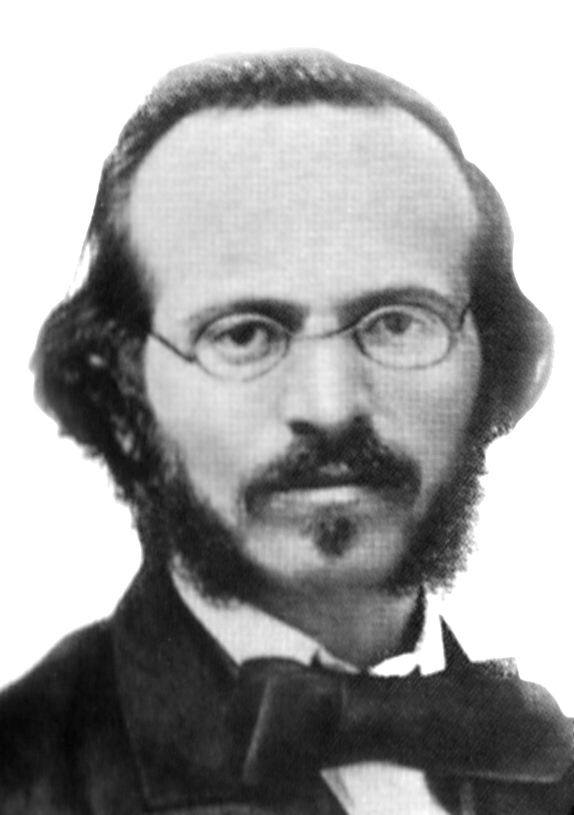
Rabbi Simon Tuska.

Né à Veszprém en Hongrie en 1835, Tuska est élevé à Rochester dans l'État de New York où son père est rabbin. Tuska est élève à l'Université de Rochester puis au Colgate Rochester Crozer Divinity School jusqu'à l'obtention de ses diplômes, respectivement en 1856 et 1858. Il est envoyé par la suite au séminaire de théologie juive de Breslau afin de devenir rabbin, où il reste deux ans,. Il n'obtient pas son diplôme et retourne aux États-Unis en 1860, où il répond à une offre d'emploi lancée par le Temple Emanu-el de New York mais on lui refuse le poste à cause de sa petite taille et sa voix faible. Puis il postule au Temple d'Israël où il est unanimement élu le 1er juillet 1860 et signe un contrat de trois ans pour 800 $ par an,. Il s'avère très populaire dans la congrégation et en janvier 1863, six mois avant la fin du contrat, son renouvellement est déjà prévu. Il est réélu rabbin pour dix ans et son salaire est élevé à 1 500 $ par an.
Tuska réforme l'office de B'nai Israel en supprimant les piyyoutim – les poèmes liturgiques – en 1861 et en ajoutant un orgue et une chorale mixte en 1862, ainsi qu'un rite de confirmation pour les jeunes juifs souhaitant embrasser pleinement la religion,,,,. Il raccourcit également le livre de prière – adoptant ainsi le Minhag America de Wise –, ajoute un dernier office de nuit le vendredi et crée patriotiquement des offices à thème pour Thanksgiving et le Jour national de prière,,. La congrégation ayant besoin de plus de bancs, Tuska en place d'abord dans la section des hommes et des femmes puis place les bancs familiaux où hommes et femmes peuvent se côtoyer,. En mars 1864, il célèbre le premier mariage juif du Tennessee ; jusqu'ici, cet État n'autorisait pas les rabbins à effectuer de mariage. Tuska s'implique aussi dans la ville de Memphis et participe à des offices interconfessionnels.
Tuska soutient l'esclavage, décrivant les abolitionnistes tels que Henry Ward Beecher comme des « fanatiques ». Comme la plupart des membres de B'nai Israel, après le début des hostilités entre l'Union et les États confédérés d'Amérique, il soutient la sécession – le Tennessee est le dernier État à déclarer son retrait de l'Union,. Plus de dix membres de la congrégation se portent volontaires dans l'Armée des États confédérés. Ils reçoivent des honneurs spéciaux et des bénédictions durant une cérémonie du shabbat. Plusieurs écoles de Memphis ferment alors, à cause de la guerre civile ; en retour, B'nai Israel crée un institut scolaire hébraïque en 1863 ou 1864,,. L'école laïque comprenant une centaine d'élèves enseigne l'anglais, l'hébreu, l'allemand et le français ainsi que la géographie et la musique. Tuska est alors l'un des professeurs de langue de l'école. Cependant le manque d'argent force la fermeture de l'établissement en 1868.
En 1864, B'nai Israel compte quatre-vingt-trois membres. L'emprunt pour la construction de la synagogue est remboursé à partir de 1865, mais dès 1867 les dépenses de la synagogue dépassent ses revenus. La cotisation est augmentée à 4 $ par membre et par mois ; la congrégation contracte alors un nouvel emprunt. En janvier 1870, la congrégation déplace l'office de nuit du vendredi à 19 heures 30 ; auparavant l'office avait lieu juste après le coucher du soleil, en accord avec la Loi juive, ce qui signifie un office tard dans la soirée en été et un office en fin d'après-midi en hiver. Plusieurs années après, l'office du Yamim Noraïm est déplacé à cette même heure. Cette année, Tuska commence à donner son sermon du vendredi soir en anglais plutôt qu'en allemand. En 1871, la communauté atteint les cent membres. À la fin de cette année, le 30 décembre, Tuska meurt d'une attaque cardiaque,,.

### Max Samfield (1871–1915)
Max Samfield succède à Simon Tuska en août 1871, après avoir été élu le 18 juin de la même année,,. Fils de rabbin, il naît en 1846 à Marktsteft en Bavière et est ordonné rabbin en Allemagne,. Il part pour les États-Unis en 1867, afin de devenir rabbin de la congrégation B'nai Zion de Shreveport en Louisiane où il travaille alors pendant quatre ans. Il est ensuite en sérieuse compétition pour le poste de rabbin à B'nai Israel puisqu'il y a au moins une dizaine de candidats. Cependant, Samfield prêche durant le shabbat avant l'élection du rabbin ; il est finalement engagé pour un an,. Fervent partisan du judaïsme réformé, il s'associe avec Wise pour fonder l'Union des congrégations hébraïques américaines (maintenant dénommée l'Union pour le judaïsme réformé) et, sous sa direction, B'nai Israel en devient l'une des communautés fondatrices, en 1873,. Il est aussi président du conseil d'établissement de l'Hebrew Union College (HUC) à Cincinnati en Ohio, ainsi que superviseur de la Conférence centrale des rabbins américains. En 1875, il demande à la congrégation s'il peut abandonner la traditionnelle kippa pendant les prières ; les membres répondent que tous les hommes sont dès lors priés de retirer leur kippa durant l'office. Il pousse la congrégation à adopter le nouvel Union Prayer Book du mouvement réformé en 1896 mais ne va pas jusqu'à déplacer l'office du shabbat le dimanche. Comme la plupart des rabbins réformés de l'époque, il est fermement anti-sioniste, écrivant que le sionisme est « une éruption anormale de sentiment perverti ».

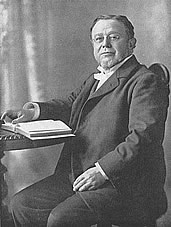
Rabbi Max Samfield.

Franc-maçon de la Grande Loge d'Écosse, Samfield est engagé dans la vie publique. Quand la première Société pour la Prévention de la Cruauté envers les Animaux et les Enfants (SPCAE) est formée en 1880, il devient son premier vice-président. En 1889, il mène une collecte de fonds pour le premier hôpital civil de Memphis, le St Joseph's Hospital, une institution catholique,. Il fonde l'Association de secours hébraïque de Memphis (en anglais : Hebrew Relief Association), une association caritative laïque ; il devient le directeur du foyer des orphelins juifs de la Nouvelle-Orléans, de la maison des tuberculeux juifs de Denver et de l'association de logement des sans-abris de New York. Pendant les quinze dernières années de sa vie, il travaille sur la création d'une maison juive du Sud pour le troisième âge et les infirmes, finalement terminée en 1927.
Pendant l'épidémie de fièvre jaune, il reste, lui et d'autres rabbins ainsi que des juifs engagés de Memphis, dans la ville au lieu de fuir. Pendant les sept semaines que dure l'épidémie, cinquante-et-une personnes sont enterrées au cimetière de B'nai Israel, presque le double de personnes habituellement enterrées en ce lieu en une année. Lorsqu'une autre épidémie de fièvre jaune éclate en 1878, Samfield reste encore, s'occupant des morts et mourants de toute confession. Durant cette épidémie, soixante-dix-huit personnes sont enterrées dans le cimetière de la congrégation. Ces nombreuses épidémies déciment la communauté juive qui passe de 2 100 à 300 personnes. Elles frappent également les finances de B'nai Israel ; les membres ne pouvant plus payer leurs cotisations, la congrégation ne peut plus se permettre de payer Samfield pendant un temps. Cependant, à partir de 1880, la communauté atteint le nombre de 124 familles ce qui permet alors d'améliorer les finances. À cette époque, la synagogue est de plus en plus appelée « les Enfants d'Israël ». Beth El Emeth est affecté plus sévèrement par les épidémies que les Enfants d'Israël : Jacob J. Peres, toujours rabbin de la congrégation, meurt de la fièvre jaune en 1879,. En 1882, Beth El Emeth se dissout et transfère ses biens aux Enfants d'Israël, bien que la plupart des membres de Beth El Emeth se joignent à la synagogue Baron Hirsch affiliée au judaïsme orthodoxe. Les biens incluent un terrain sur Second Street et le cimetière de Beth El Emeth,,.
En 1872, les Enfants d'Israël achètent un terrain sur Adams Avenue, avec l'intention de construire une nouvelle synagogue mais des pressions financières retardent le projet. En 1880, la congrégation décide de vendre le terrain et en trouve un meilleur. Elle vend sa propriété en 1882 et achète à la place un terrain sur Poplar Avenue entre Second Street et Third Street. À partir de 1884, ils terminent leur nouvelle synagogue pour un coût de 39 130 $. Sa structure de style néo-byzantin est dotée d'une façade impressionnante : deux grandes flèches et une grande rosace comportant une étoile de David. Le bâtiment aide à attirer de nouveaux membres à partir de 1885 ; quarante-cinq membres supplémentaires ont rejoint la communauté pour un total de 173 familles membres. La congrégation n'a alors plus aucune dette,. Cette année, la synagogue acquiert un cimetière sur Hernando Road,,.
Bien que la congrégation continue de croître, la plupart des Juifs immigrés de Memphis viennent d'Europe de l'Est, plus traditionnels que les membres des Enfants d'Israël. Par conséquent, ils forment leurs propres synagogues orthodoxes, la plus ancienne et durable d'entre elles étant la synagogue Baron Hirsch. Les Enfants d'Israël s'attellent à aider les Juifs d'Europe de l'Est en les assimilant à la société américaine, et en leur fournissant une assistance financière, une éducation gratuite en ce qui concerne l'anglais, l'instruction civique et même l'hygiène. De 1897 à 1907, ils tiennent une école du dimanche pour les enfants de la congrégation Baron Hirsch. En 1890, les Enfants d'Israël comptent 186 familles tandis que l'école religieuse compte 148 élèves. En 1897, pour traiter les éternelles questions financières et attirer des membres plus jeunes, la congrégation crée une nouvelle classe de membres ayant une place attitrée, les seatholder, mais qui ne peuvent être élus à aucune fonction. En retour, ils voient leur cotisation baisser. Cette innovation est un succès ; quarante-sept nouveaux membres se joignent à la communauté en 1898, elle compte ainsi 222 familles. Grâce notamment à des réductions de coût dans d'autres domaines – principalement dans le budget réservé au chœur –, la synagogue sort de quatre années de déficit financier,,.
À la fin du XIXe siècle, les revenus annuels de la synagogue sont de 7 500 $. À cette époque, la congrégation cesse d'employer des hazzanim, comptant sur l'organiste et le chœur pour mener les prières chantées. À partir de 1905, la congrégation compte 262 familles et 285 dès 1907 ; ses revenus annuels sont de 8 500 $,. L'école de la congrégation, qui donne des cours une fois par semaine, compte quinze professeurs et 220 élèves. Cette année, la congrégation ajoute cinquante-six sièges dans le sanctuaire, pour principalement gérer la présence accrue de membres lors des jours redoutables. Bien que la congrégation se soit agrandie et qu'on ait dû agrandir le sanctuaire, la fréquentation des offices habituels est inégale, surtout le vendredi soir. À partir 1892, Samfield doit réprimander publiquement les membres pour leur présence épisodique au shabbat. En 1907, il insiste pour que les membres du conseil assistent à l'office du vendredi soir. Le conseil accepte à condition que Samfield assure que ses sermons ne durent pas plus de vingt-cinq minutes. Malgré cela, en 1904, les Enfants d’Israël lui achètent une maison et en 1910, l'élisent « rabbin à vie » avec un salaire annuel de 4 200 $,,. Cette année, la congrégation compte 305 familles. En septembre 1911, William H. « Bill » Fineshriber devient le premier rabbin associé de la congrégation. À partir de 1912, la congrégation est une fois de plus trop grande pour son bâtiment. Il y a à présent 340 familles et l'école religieuse compte 260 élèves. La congrégation fait l'acquisition d'un terrain entre Poplar Avenue et Montgomery Street à 3,2 km à l'est de leur synagogue et commence à construire leur nouveau lieu de culte.
En 1885, en plus de ses autres activités, Samfield fonde The Jewish Spectator, un journal hebdomadaire sur la vie et la culture juive du Sud. Il en est l'éditeur jusqu'à sa mort en septembre 1915,, juste quelques jours avant le jour prévu de sa retraite. Son décès fait les gros titres et pour commémorer sa mort, les tramways de Memphis sont arrêtés pendant dix minutes.

### William Fineshriber (1915–1924)

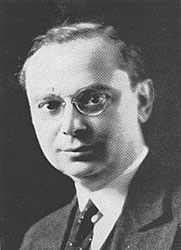
Rabbi William Fineshriber.

Fineshriber succède à Samfield en 1915,. Né à Saint-Louis (Missouri) en 1878, son père est un rabbin réformé. Ce dernier meurt à l'âge de trente-sept ans tandis que son fils n'en a que treize. De sa propre initiative, il part au lycée de Cincinnati. Après l'obtention de son diplôme, il suit les cours de l'Université de Cincinnati et un cursus de huit années à l'Hebrew Union College (HUC). À partir de 1900, il reçoit son diplôme des deux établissements et il est ordonné rabbin. Il accepte sa première chaire cette année au Temple Emanuel de Davenport (Iowa) puis rejoint les Enfants d'Israël en 1911 comme rabbin assistant,. Il est le premier diplômé de HUC de la synagogue. Il est tout de suite remarqué pour son esprit vif, son éloquence et sa capacité à disserter sur presque tous les sujets. Souvent cité dans les journaux et engagé dans la communauté de Memphis, il est rotarien, shriner et franc-maçon,. Il est également un des premiers suffragistes et prend à cœur cette cause avec les Enfants d'Israël. Lors d'un meeting pour la Journée de la femme en 1913 réunissant des orateurs de Louisiane, d'Arkansas, du Mississippi et du Tennessee, il en est le seul représentant masculin. Pendant un rassemblement en 1914, il déclare que « la taxation sans représentation est une tyrannie. Le but de ce rassemblement […] est de choquer les habitants de Memphis pour qu'ils réalisent que le suffrage des femmes n'est pas un caprice d'enfant ».
En 1917, il se prononce fermement contre le lynchage d'Ell Persons. Ce dernier, un Noir américain accusé d'avoir violé et décapité une jeune fille blanche âgée de 16 ans, avait été brûlé vif devant des milliers de personnes à Memphis et ses restes démembrés, dispersés et exposés. Fineshriber organise la réunion de la congrégation pour protester contre le lynchage, convainc les membres de condamner publiquement cette exécution que dénonce également une déclaration publiée par un groupe d'ecclésiastiques dont Fineshriber est le secrétaire,. Il convainc aussi l'éditeur du plus grand journal de Memphis, The Commercial Appeal, d'écrire un éditorial critiquant ce lynchage. Fineshriber soutient également d'autres causes affectant les Afro-américains ; il travaille à l'amélioration de leur logement, se rend dans les églises noires et les aide dans des collectes de fonds. Il critique le Ku Klux Klan depuis sa chaire. Il fait figure d'exception dans la communauté ecclésiastique de Memphis. En 1921, il publie son intention de « prêcher contre le Ku Klux Klan » devant les Enfants d'Israël dans un événement censé attirer de nombreuses personnes extérieures à la congrégation. Le Klan se réorganise cette même année à Memphis, et moins d'un mois avant le discours de Fineshriber, marche publiquement à la célébration du Jour du Souvenir de Nashville. Malgré les menaces contre lui, sa femme et ses enfants, Fineshriber continue de prêcher contre le Klan, à la synagogue et ailleurs.

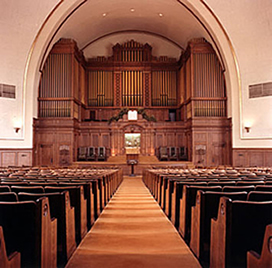
Le sanctuaire, dans le bâtiment de Poplar Avenue et Montgomery Street.

En 1922, en réponse à la tentative de William Jennings Bryan et de ses partisans de bannir l'enseignement de la théorie de l'évolution dans les universités et les écoles publiques, Fineshriber consacre trois sermons du vendredi soir à des débats sur la question. Il souligne devant l'assemblée le « droit inaliénable de libre pensée et de liberté d'expression garanti par la Constitution des États-Unis » et ajoute que « la majorité des prêcheurs intelligents et tolérants du monde n'ont trouvé aucune difficulté à admettre la théorie de l'évolution sans renoncer à la Bible ou à leur religion. Vous ne pouvez adorer Dieu que dans la lumière de la vérité ». Pourtant, en 1925, le Tennessee devient le premier État interdisant l'enseignement de la théorie évolutive dans les écoles publiques. Cette loi ne fut abrogée qu'en 1967.
Pendant les premières années de Fineshriber, la congrégation continue de modifier ses pratiques religieuses. Pour les funérailles, elle encourage les parents du défunt à quitter la tombe plutôt que d'attendre que le cercueil soit descendu et qu'ils le recouvrent eux-mêmes avec de la terre – comme l'exigeait la tradition. À cette époque, peu de membres incitent leurs garçons à faire leur bar mitzvah. À la place, filles et garçons participent à la cérémonie de confirmation réformée, bien que la synagogue autorise toujours à ceux qui le veulent de fêter leur bar mitzvah. En 1916, la congrégation élimine l'observance de la fête de Pessa’h et de Souccot, demande à tous les fidèles de se lever lorsque les endeuillés récitent le kaddish, et restaurent la pratique orthodoxe de bénir et de baptiser les nouveau-nés dans la synagogue pendant l'office.
Les Enfants d'Israël consacre sa nouvelle synagogue dès juin 1915 pour s'y installer finalement en 1917,,,,. Conçue par les architectes locaux, Sir Walk C. Jones et Max Furbringer, elle comprend un large dôme central et deux dômes plus petits sur les côtés. Elle est conçue pour ressembler à la basilique Sainte-Sophie d'Istanbul. L'entrée est composée de trois portes à double battant et sur le fronton est taillé un fragment d'un verset de la Bible : « TU AIMERAS TON PROCHAIN COMME TOI-MÊME » (Lévitique 19:18). Le sanctuaire du bâtiment peut accueillir 1 200 personnes. Il y trône également un énorme orgue ayant coûté 10 000 $. L'argent pour ce dernier est collecté par l'Auxiliaire féminin récemment formé dont les activités les plus efficaces pour la collecte de fonds est la vente de plats cuisinés maison. Le bâtiment possède également un auditorium avec une scène et quatorze salles de classe pour l'école religieuse. Les locaux libérés par les Enfants d'Israël sont achetés par une nouvelle congrégation orthodoxe qui adopte le nom de l'assemblée dissoute Beth El Emeth,,.
Après l'entrée des États-Unis dans la Première Guerre mondiale en 1917, 131 hommes des Enfants d'Israël sont enrôlés ou appelés sous les drapeaux ; un seul fut tué. À partir de 1919, la congrégation comprend 450 familles membres et ses revenus annuels atteignent les 18 000 $. L'école de la congrégation, qui fait toujours classe une fois par semaine, compte 14 enseignants et 388 élèves. Les années suivantes, les femmes reçoivent le droit de voter à toutes les réunions de la congrégation. Fineshriber part en 1924 pour devenir le rabbin en chef de la congrégation Keneseth Israel de Philadelphia. Entre le début et la fin de l'occupation du poste de rabbin par Fineshriber, la communauté double en effectif, et l'école religieuse passe de 100 à 500 élèves,. Il meurt en 1968. Il est le seul rabbin de la congrégation à ne pas être enterré dans son cimetière.

### Harry William Ettelson (1925–1954)

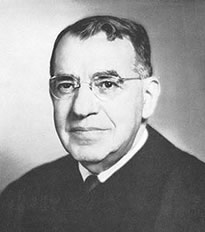
Rabbi Harry Ettelson.

Harry William Ettelson (ou Ettleson), succède à Fineshriber en 1925 ; il est le premier rabbin venant du sud des États-Unis à prêcher dans la congrégation,,. Né en 1883, il est élevé à Mobile (Alabama),,,,. Il fait un baccalauréat universitaire ès lettres (B.A.) à l'université de Cincinnati – obtenant son diplôme de fin d'étude en 1900 à l'âge de 17 ans –, puis une maîtrise ès lettres (M.A.) à l'université de Chicago et enfin un doctorat en philosophie (Ph.D.) à l'université de Yale,. Ordonné rabbin à HUC en 1904, il travaille d'abord à la Congrégation Achduth Vesholom à Fort Wayne (Indiana) de 1904 à 1910, puis à la Congrégation Beth Israel à Hartford (Connecticut) de 1911 à 1919,,,. De 1919 à 1925, il devient rabbin associé puis rabbin en chef à la Congrégation Rodelph Shalom à Philadelphie.
Ettelson soutient fermement la plate-forme de Pittsburgh de 1885 et ses principes qui deviendront les fondements de ce qu'on appellera plus tard le judaïsme réformé « classique ». Les offices auxquels il préside reflètent cet esprit : la participation des membres aux offices — surtout faits en anglais — est limitée. À Achduth Vesholom, il déplace régulièrement les offices du samedi au dimanche afin d'augmenter la présence des membres. Avant qu'il rejoigne les Enfants d'Israël, la congrégation avait considérablement réformé leurs offices ; elle ne faisait plus de bar mitzvahs, n'observait plus les lois du Cacherout et autorisait les fidèles à faire la lecture de la Torah. En dehors du Shema Israël et du kaddich, les prières en hébreu et en araméen avaient presque toutes disparu. Bien qu'il ait fait certains changements de rituel lui-même, Ettelson reste dans cette tradition et insiste pour que les offices de la communauté, au-delà des pratiques rituelles, promeuvent un judaïsme universel avec une mission de justice et de paix. L'année pendant laquelle il organise le Cross Cut Club, un groupe interconfessionnel tentant de lutter contre les préjugés religieux, il devient son premier président et le redevient en 1950. Il initie entre autres l'Union du service civique de Thanksgiving, une veille interconfessionnelle qui fut tenue pendant de nombreuses années. Dans les années 1930, il prononce un discours lors d'un meeting sur l'intégration raciale mais n'est pas réinvité l'année suivante,. Quand Ettelson rejoint la congrégation, elle compte 650 familles membres. Pour remédier à cette augmentation, en 1926, une annexe est construite dans la synagogue pour l'école religieuse,. Cette année la congrégation établit également le « Club pour Hommes du Temple » (en anglais : Temple Men's Club) qui réunit plus de 200 membres et rejoint la Fédération Nationale des Fraternités de Temple (en anglais : National Federation of Temple Brotherhoods). En 1928, la congrégation achète pour 7 250 $ une maison contiguë à la façade sud de la synagogue, pour les réunions de la Junior Congregation, et pour une radio qui diffuse l'office du vendredi soir. La somme pour ces deux achats est offerte anonymement par un membre de la synagogue, Abe Plough, fondateur et président de Schering-Plough Corporate, une entreprise pharmaceutique. Lors de la Grande Dépression, la synagogue est sévèrement frappée. Ses revenus passent de 47 000 $ en 1928 à 23 000 $ en 1932 et la communauté de 750 familles en 1929 à 629 en 1932. L'école Talmud Torah est fermée à cause du manque de fonds et le conseil se focalise essentiellement sur la pérennité financière de la synagogue. Ettelson demande une réduction de paye de 1 000 $ en 1931. En 1933, son salaire ainsi que celui des autres employés de la synagogue est réduit de 10 %,. Malgré cela, la Junior Congregation se porte bien, elle paye 189 membres dès 1933 et tient l'office du samedi matin et des jours redoutables, et organisent de nombreux programmes. La congrégation s'est finalement remise dans l'ensemble, aidée par les membres travaillant dans le monde des affaires. À partir de 1936, la communauté compte 650 familles et la synagogue rembourse définitivement l'emprunt sur la construction de la synagogue, qui s'élevait à 40 000 $.

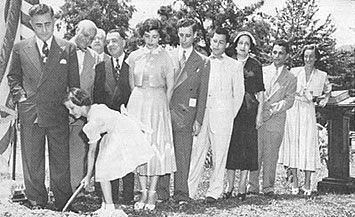
L'école religieuse révolutionnaire en 1950.

En 1932, Ettelson devient localement célèbre lors d'un débat à l'Ellis Auditorium de Nashville avec Clarence Darrow, avocat des évolutionnistes lors du procès du singe, sur la question de la nécessité de la religion. Ettelson était bien sûr en faveur de la religion tandis que Darrow était contre,. Des accrochages entre Ettelson et certains membres du conseil éclatent en 1937, lorsque le conseil discute son maintien en tant que rabbin. Invité à la réunion, Ettelson parle brièvement et demande sa démission. Le conseil opte pour un vote de la congrégation à la prochaine réunion annuelle, lors de laquelle il est réélu à bulletin secret à 303 voix contre 31. En 1938, il prend un congé de maladie de huit mois. Les Enfants d'Israël engagent un rabbin assistant, Morton Cohn.
La congrégation est profondément engagée dans la Seconde Guerre mondiale. De nombreux membres sont engagés dans l'armée, Dudley Weinberg entre autres, qui avait succédé à Morton Cohn en tant qu'assistant. Les Enfants d'Israël publient une lettre d'information spéciale pour les membres au combat. À la fin de la guerre, à peu près 400 fidèles avaient servi dans l'armée, et 14 y étaient morts,. Comme dans d'autres congrégations réformées, les membres du Temple d'Israël sont divisés sur la question du sionisme. La majorité était vraisemblablement anti-sioniste. Le président de la synagogue rejoint l'anti-sioniste Conseil Américain du Judaïsme (en anglais : American Council of Judaism) alors que d'autres membres importants supportent clairement le sionisme. Initialement opposé au sionisme, Ettelson refuse cependant de rejoindre le Conseil. Avec la montée de l'antisémitisme à l'intérieur et en dehors des États-Unis, il change d'opinion et devient l'un des premiers membres de la station locale sioniste de l'Appel à une Palestine Unie (en anglais : United Palestine Appeal). Pourtant, il réussit à ne pas faire de cette question un sujet de division dans le temple,,.
En 1943, la congrégation est renommée « Temple d'Israël ». La communauté s'agrandit rapidement, de 914 familles en 1944 à plus de 1 100 en 1949, en plus d'un nombre important d'enfants nés lors du baby boom. En 1951, le temple ajoute un nouveau bâtiment pour l'école religieuse qui compte 22 salles de classe, des bureaux et une bibliothèque. Cette année la congrégation rénove la cuisine de la synagogue, installe l'air climatisé dans la sacristie et l'auditorium puis dans le sanctuaire en 1953,. Ettelson prend sa retraite l'année suivante. Il est remplacé en tant que rabbin principal par James Wax.

### James Aaron Wax (1954–1978)
Né en 1912, James Aaron « Jimmy » Wax est élevé à Herculaneum (Missouri) dans la seule famille juive de la ville. Pendant ses études à l'Université Washington de Saint-Louis, il est fortement influencé par le rabbin Ferdinand Isserman du Temple d'Israël de Saint-Louis et décide à son tour de devenir rabbin dans le but de promouvoir la justice sociale. À cause de contraintes financières dues à la Grande Dépression, Wax doit terminer ses études en licence à l'Université Southeast de l'État du Missouri où il obtient un baccalauréat universitaire ès lettres en 1935. Incité par Isserman, il entre à HUC. À cause de sa faible maîtrise de l'hébreu, il travaille intensément avant et pendant son admission. Il est finalement ordonné rabbin et obtient une maîtrise en lettres hébraïques en 1941. Refusé par l'armée en tant qu'aumônier militaire, il travaille à la Congrégation Hébraïque Unie de Saint Louis et à la Congrégation Israël de North Shore de Glencoe (Illinois) de 1941 à 1945,. En 1946, il devient rabbin assistant du Temple d'Israël et en 1947, il est promu rabbin associé. Au début des années 1950, il est élu deux fois président de la Société pour la Santé Mentale du Comté de Memphis et de Shelby (en anglais : Memphis and Shelby Mental Health Society). Lorsqu'Ettelson prend sa retraite en 1954, Wax devient rabbin en chef,.

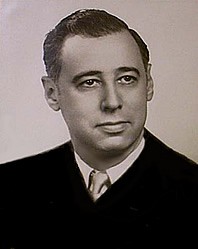
Rabbi James Wax.

À cette époque la synagogue comprend 1 200 familles membres et plus de 600 enfants à l'école religieuse. Wax initie quelques changements dans les pratiques religieuses de la congrégation. Il insiste pour que la congrégation ait un vrai chophar en corne de bélier. En 1954, ce chofar est utilisé pour la première fois lors de la fête de Roch Hachana au lieu de la trompette qui avait servi pendant des années dans la synagogue. Sous sa direction, un certain nombre de membres commencent à célébrer leur bar mitzvah bien que cela ne devienne une habitude que dans les années 1970, date à laquelle il ajoute une classe d'hébreu à l'école religieuse.
En 1955, il encourage la création de la première synagogue du judaïsme conservateur de Memphis, la synagogue Beth Sholom pour laquelle il organise une collecte de fonds afin que les Juifs conservateurs puissent avoir enfin leur propre lieu de culte. À partir de 1964, quatre rabbins assistants se succèdent : Milton G. Miller, Robert Blinder, Sandford Seltzer et Sylvin Wolf. Cette année, Wax ajoute des lectures de la Torah à l'office du vendredi soir et le conseil commence à acheter les premières obligations de l'État d'Israël. À la suite de la guerre des Six Jours, le conseil se résout à vendre ses obligations le plus rapidement possible. Dès 1970, Wax introduit un office pour célébrer le Yom Haʿatzmaout et commémorer le massacre de la Shoah. Bien qu'il résiste au début à l'idée d'engager un hazzan, il finit par accepter si son rôle reste limité. En 1971, Thomas Schwartz est engagé en tant que premier hazzan à plein temps du Temple d'Israël depuis 80 ans. Son salaire n'est pas payé par la synagogue mais par un groupe de membres. En 1978, Wax reçoit le Prix National de Relations Humaines (en anglais : National Human Relations Award) de la Table Ronde de Memphis de la Conférence Nationale Chrétienne et Juive (en anglais : the Memphis Round Table of National Conference of Christians and Jews). Il prend sa retraite quelques semaines plus tard bien qu'il continue de servir en tant que rabbin au Temple Beth El d'Helena en Arkansas, qu'il visite régulièrement de 1978 jusqu'à sa mort en 1989,.

#### Mouvement des droits civiques
Le mouvement afro-américain des droits civiques déclenche un antisémitisme extrême dans le Sud des États-Unis et les « Juifs communistes » sont accusés de détruire la démocratie en respectant l'arrêt Brown v. Board of Education décidé par la Cour suprême des États-Unis, qui interdit la ségrégation dans les écoles publiques. Les Juifs du Sud se trouvent alors dans une position compliquée, ils sont une minorité vulnérable dont le statut dans la société blanche du sud est marginal et dépend alors essentiellement de l'acceptation ou le refus de cette loi. À cause de ces préoccupations et surtout après l'attentat à la bombe à l'Hebrew Benevolent Congregation Temple, la congrégation refuse que Wax s'affiche publiquement aux côtés du mouvement pour les droits civiques. De plus, bien que Wax soutienne l'intégration raciale, il n'est pas suivi par tous les membres de la congrégation. Selon Wax, « presque tous les natifs du Sud, dont la famille a vécu dans le Sud depuis deux ou trois générations, ont une attitude ségrégationniste ». Au lieu de participer aux manifestations publiques, Wax travaille avec des groupes soutenant l'intégration tels que l'Association des Ministres du culte de Memphis (en anglais : the Memphis Ministers Association). Il encourage également les membres du Temple d'Israël à rejoindre des groupes comme l'association des Femmes Américaines (en anglais : Panel of American Women), un groupe interconfessionnel et interracial se proclamant en faveur de la tolérance religieuse et raciale lors d'événements communautaires et dont la section de Memphis fut fondée par un membre de la congrégation, Jocelyn Wurzburg,. Un autre membre, Myra Dreifus, co-crée une fondation pour les écoliers dans le besoin de Memphis dans les années 1960. Elle offre de la nourriture – essentiellement dans les écoles pour Afro-américains –, et plus tard permet la distribution de chaussures et de vêtements gratuits ou à un prix réduit. La fondation comprend des femmes blanches et noires dont plusieurs appartiennent au Temple d'Israël, qui décident de soutenir cette action, en particulier à cause du rôle qu'y tient Myra Dreifus. À partir de 1968, plusieurs membres de cette solidarité féminine font un don afin que des professeurs particuliers puissent être emmenés en bus vers l'école de Kansas Street, à majorité afro-américaine. Selon Kimberly K. Little, professeur de sociologie spécialisée dans les questions d'égalité des sexes et de la place de la femme, « c'est la première fois que le Temple d'Israël ouvre ses portes à des programmes communautaires ; son action caritative antérieure restait un travail de proximité sociale concentré sur la communauté juive ».
Wax est particulièrement engagé dans le Comité de Memphis pour les Relations Communautaires (en anglais : Memphis Committee on Community Relations). Ce comité est formé en 1958 par un groupe de citoyens engagés de Memphis avec l'idée de lutter contre la ségrégation dans une attitude non-violente. Des comités individuels travaillent à abolir la ségrégation dans plusieurs installations publiques de Memphis. Il se bat également pour que les Noirs soient représentés au gouvernement – par élection ou nomination de fonctionnaires – et créent des programmes permettant d'améliorer les conditions économiques et les offres d'emploi pour les Noirs. Wax sert en tant que secrétaire dans le comité, de sa formation à sa dissolution dans les années 1970. Plusieurs autres membres du Temple d'Israël travaillent dans le comité, et certains en tant que propriétaires de grandes compagnies de Memphis peuvent alors mettre en œuvre cette déségrégation dans leur propre lieu de travail. D'autres membres du Temple d'Israël soutiennent le mouvement des droits civiques : des cadres supérieurs convainquent leurs magasins d'employer des vendeurs noirs. Herschel Feibelman préside au Comité de Guerre contre la Pauvreté de Memphis et Marvin Ratner crée un partenariat avec un cabinet juridique local très en vue pour former, avec deux avocats blancs et deux avocats noirs, le premier cabinet juridique intégré de Memphis.
En janvier 1965, le maire de Memphis, William B. Ingram, demande à Wax de rejoindre son Comité d'Action Communautaire, un groupe qui tente de récupérer des fonds fédéraux afin de lutter contre la pauvreté et de former la jeunesse afro-américaine à un travail. En août, Wax devient président de ce comité politique à majorité afro-américaine. Bien que le comité crée un certain nombre de programmes efficaces, des désaccords à propos du rôle du maire dans le choix des membres et le contrôle de fonds mènent à la dissolution du groupe en janvier 1966. En tout cas, Ingram loua les efforts de Wax pour le compte du groupe. Wax est également actif dans d'autres groupes pour les droits civiques tels que le Conseil du Tennessee en Relations Humaines, l'Union américaine pour les libertés civiles, la Ligue Urbaine de Memphis et le Programme pour le Progrès, un groupe travaillant à la réforme du gouvernement local. Il est élu président de l'Association des Ministres du Culte de Memphis en mai 1967, bien qu'il en soit l'unique représentant de confession juive.
Le 31 janvier 1968, deux éboueurs de Memphis sont tués dans un compacteur défectueux, entraînant le début de la grève des éboueurs de Memphis le 12 février. La plupart d'entre eux sont noirs et ont un salaire bien inférieur à celui des autres fonctionnaires de Memphis. Leurs heures supplémentaires ne sont pas payées, ainsi que leur congés. Le maire de l'époque, Henry Loeb, est un ancien membre du Temple d'Israël, converti au christianisme au début de son mandat en 1968, après son mariage avec sa compagne affiliée à l'Église épiscopale,. Il refuse de négocier avec les éboueurs et la grève attire l'attention de tout le pays qui la considère comme un véritable problème de droits civiques. Après avoir été contacté par des prêtres noirs, Wax organise une rencontre le 18 février entre Loeb, des dirigeants syndicaux locaux et Jerome Wurf, le président de l'American Federation of State, County and Municipal Employees. Les tractations, qui se prolongent jusqu'à 5 heures du matin et qui reprennent un peu plus tard dans la journée, n'amènent aucune solution. Myra Dreifus tente de convaincre Loeb en lui rappelant son soutien durant la campagne municipale. Il représente donc à la fois les blancs mais aussi les noirs de Memphis. La grève dure tout le mois de mars. Afin d'apaiser les tensions, Wax appelle à une autre rencontre le 3 avril entre les clergés des deux communautés : la Memphis Ministers Association, majoritairement blanche et l'Interdenominational Alliance, composée plutôt de prêtres noirs. La rencontre a en fait l'effet inverse. Les prêtres noirs veulent immédiatement défiler jusqu'au bureau du maire tandis que les autres, ainsi que Wax, refusent de se joindre à la manifestation qui, selon eux, risque d'enflammer la communauté blanche.
Martin Luther King, Jr. est assassiné à Memphis la nuit d'après. La Memphis Ministers Association organise une cérémonie commémorative le 5 avril. Pendant la cérémonie, les prêtres décident de manifester jusqu'à la mairie et insistent pour que Loeb examine les revendications des éboueurs et mette un terme à la grève. Menés par Wax et William Dimmick, le doyen de la cathédrale Sainte-Marie, 250 religieux marchent deux par deux jusqu'au bureau du maire où Loeb est contraint de mettre fin à la grève devant les caméras de télévision. Dans son sermon au Temple d'Israël, Wax déclare devant la congrégation : « Cette ville sera le témoin d'un esprit nouveau et la mémoire de ce grand prophète de notre temps sera honorée. Des fanatiques, des ségrégationnistes et des personnes, prétendument respectables mais injustes, résisteront. Mais au regard de l'histoire, Dieu seul prévaudra ». La grève prend fin le 16 avril avec la reconnaissance d'un syndicat des éboueurs ainsi que d'autres avantages. Une seule revendication n'est pas exaucée, celle qui exige une augmentation de 10 ¢ de l'heure à partir du 1er mai, suivie d'une autre augmentation à partir du 1er septembre. La ville ne possède pas le budget suffisant estimé à 558 000 $. Pour sortir de cette impasse, Abe Plough, un membre de la synagogue fait don de la somme manquante anonymement,.

#### Déménagement sur East Massey Road

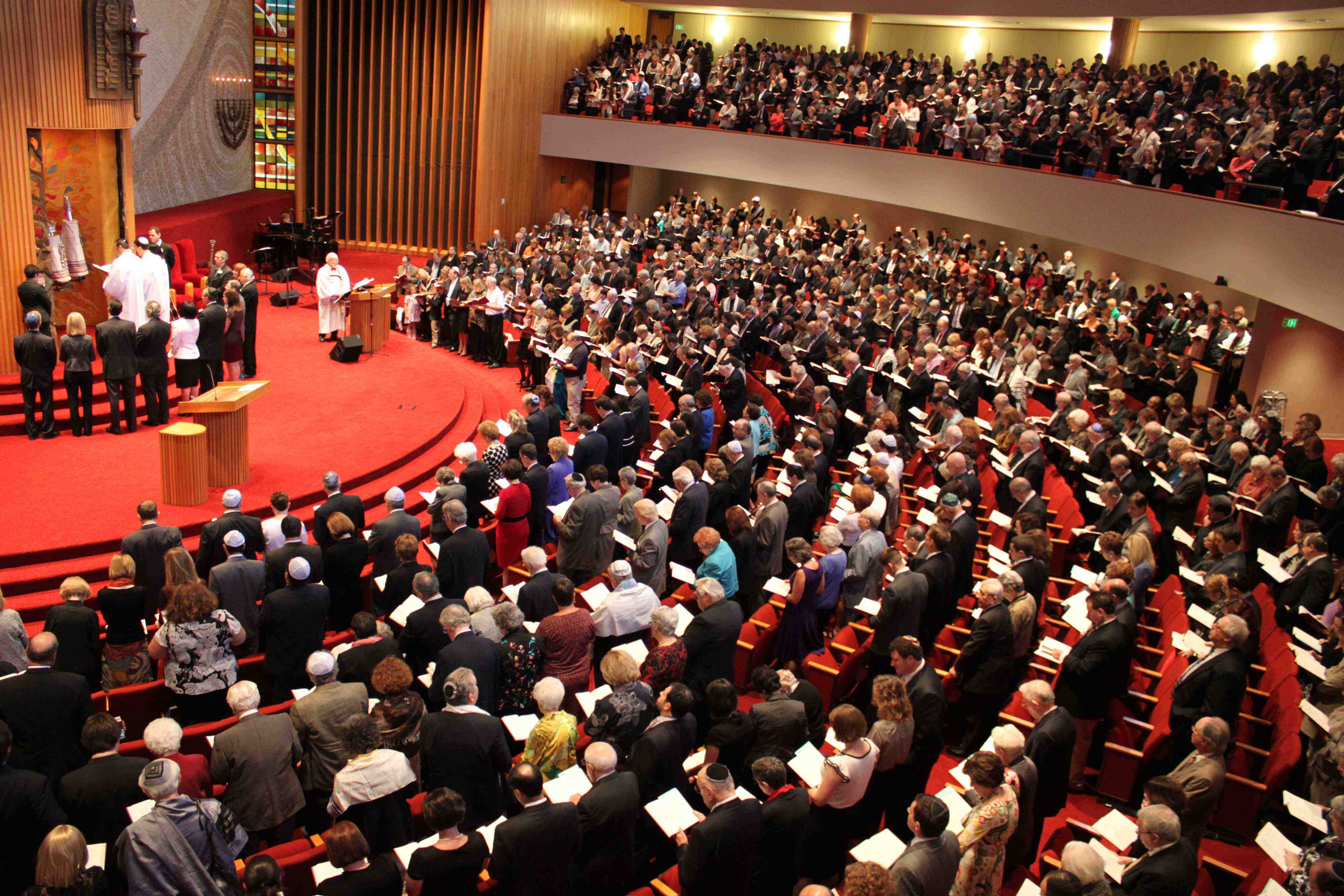
Le sanctuaire de la synagogue d'East Massey Road.

À partir de 1957, le sanctuaire de la synagogue, censé recevoir quelque 350 familles, devient trop petit pour accueillir les 1 100 familles membres du Temple d'Israël. De plus, depuis les années 1950, la communauté juive se déplace peu à peu du centre-ville où se situe la synagogue de Poplar Avenue vers la banlieue est. Dès 1957, plus de la moitié des membres ainsi que les trois-quarts des enfants de l'école de la congrégation vivent là. La fréquentation scolaire augmente rapidement et, en 1951, les bâtiments ne peuvent plus accueillir tous les élèves. En 1959, l'école doit diviser la classe en deux, les plus jeunes assistant aux cours le samedi et les plus vieux le dimanche. À partir de 1961, 780 enfants y sont inscrits. Au début des années 1960, le Temple d'Israël commence à faire classe pendant la semaine dans la synagogue de Beth Sholom, plus proche pour beaucoup de membres.
En 1963, le Temple d'Israël conçoit des plans pour un nouveau bâtiment et, en 1964, achète un terrain sur White Station Road,. En 1966, les membres votent contre ce nouveau bâtiment, inquiets pour les dépenses à venir. Pourtant au début des années 1970, le problème ne peut plus être ignoré. Plough propose une donation de 1 million de dollars, soit le quart du coût d'une telle construction,. Le terrain de White Station Road est vendu pour 1 million de dollars tandis qu'un terrain de 12 hectares est acheté sur East Massey Road pour 700 000 $ ; la congrégation déménage dans les nouveaux bâtiments en septembre 1976. La vieille synagogue est vendue au Mid-America Baptist Theological Seminary qui doit occuper les locaux pour les vingt années suivantes,,. Le nouveau bâtiment est conçu par Francis Gassner de Gassner, Nathan and Partners (ou Gassner, Nathan and Browne), avec Percival Goodman comme architecte consultant,,. Il est construit en acier et en maçonnerie, autant à l'intérieur qu'à l'extérieur, et un toit en cuivre le recouvre. La façade es constituée d'une véranda à deux étages abritant un jardin et une salle de réception qui mène à un vestibule plus petit, et enfin au sanctuaire principal. Le bâtiment comprend 32 salles de classe, et une chapelle de 300 places, plus tard appelée la chapelle Danziger en honneur au rabbin Harry Danziger et à sa femme Jeanne. La lampe éternelle, les portes de l'arche sainte et la décoration murales des Dix commandements du bâtiment de Poplar Road sont transférés dans la nouvelle chapelle.
Le sanctuaire, qui comprend entre 1 335 et 1 500 places, est de forme semi-circulaire afin qu'aucun fidèle ne soit à plus de 15 rangs de l'arche sainte,. Il est éclairé par des lucarnes et possède un balcon. Son plafond attenant au vestibule et à la chapelle est en chêne, de même que les portes et les boiseries. L'intérieur du bâtiment fut dessiné par Efrem Weitzman, ainsi que l'arche sainte, la plupart des objets rituels, les vitraux, les mosaïques et les tapisseries,. Pour l'architecte, la conception compacte du sanctuaire et l'usage délibéré de vitraux et de boiseries « achevait les sentiments désirés d'intimité ». Sur le même niveau que le balcon, est construite une galerie, originellement prévue pour des expositions d'art judaïque. En 1994, avec le don de Herta et Justin Adler de la Adler Judaica Collection, cette galerie devient un musée permanent,. Cet ensemble situé au 1376 East Massey Road coûte finalement 7 millions de dollars, dont plus de 2 millions de dollars sont offerts par Plough. En remerciement pour cette offre généreuse, Plough est nommé président honoraire à vie.
En 2003, la congrégation entreprend une rénovation significative et une expansion des locaux. Plus de 9 300 m2, incluant le grand hall, sont rénovés et un centre pour les familles et la petite enfance est construit, créant ainsi un bâtiment en forme de U encerclant une cour centrale. L'architecte Walt Reed de la Crump Firm dit qu'il voulait garder « la forme simple, géométrique et contemporaine » du bâtiment précédent, ainsi que le toit en cuivre et plusieurs détails d'architecture. Le projet de construction d'approximativement 15 millions de dollars prend deux ans et se termine en 2007. Dans l'atrium, on installe la sculpture Wings to the Heavens de David Ascalon de 9,10 m en aluminium et en acier inoxydable soudés, une œuvre abstraite d'art cinétique.

### Harry Danziger (1978–2000), la synagogue de nos jours

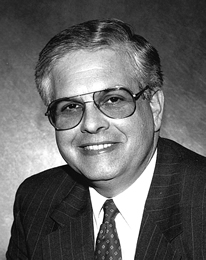
Rabbi Harry Danziger.

Harry K. Danziger succède à Wax en tant que rabbin en 1978,. Fils de rabbin, Danziger est diplômé de l'université de Cincinnati et ordonné rabbin par la HUC,. Il rejoint le Temple d'Israël comme assistant du rabbin en 1964. Mais en 1969, il déménage à Monroe en Louisiane pour présider à la congrégation B'nai Israel,. Il est remplacé d'abord par Howard Schwartz, puis par Richard Birnholz. Birnholz donne sa démission en 1973 et Wax commence à penser à prendre sa retraite. Danziger, alors au Temple Oheb Shalom de Baltimore, est contacté par Wax pour devenir son successeur. Il retourne au Temple d'Israël cette même année en tant que rabbin associé. La synagogue comprend 1 350 familles au milieu des années 1960 mais le nombre de fidèles augmente après le déménagement sur East Massey Road. Lors du départ de Wax, la communauté compte 1 500 familles,, et plus de la moitié des 10 000 juifs de Memphis appartient au Temple d'Israël.
Dans son premier sermon en tant que rabbin associé, Danziger déclare que « nous pouvons nous permettre d'avoir l'air juifs après toutes ces années… et ne serait-ce que par respect pour soi, nous ne pouvons nous permettre de faire autrement ». En tant que rabbin principal, il reprend lentement des pratiques religieuses plus traditionnelles, s'éloignant ainsi du radicalisme du judaïsme réformé. Ces pratiques comprennent le chant des bénédictions de la Torah, une procession de la Torah à travers les rangs du sanctuaire, le jeûne du Yom Kippour, la circoncision des enfants mâles et la récitation du kaddish lors des décès. En 1979, il remplace progressivement le vieux Union Prayer Book par le nouveau siddour Gates of Prayer et, plus tard, il commence à porter le talit en montant à la Torah. Ces changements ne se passent pas sans heurt et, à la suite du retour de cette dernière pratique, un des membres quitte la congrégation en signe de protestation. Bien que plus conservateur que ces prédécesseurs, il tient à marier des couples dont l'un des membres n'est pas forcément juif, mais il informe également les mariés de la signification de la famille juive. Danziger s'implique dans la Central Conference of American Rabbis et devient finalement son président.
John Kaplan est engagé comme hazzan de la synagogue en 1981 et préside aux offices moins formels et plus interactifs. Il innove en amenant des musiques plus modernes, encourageant la congrégation à chanter et préférant un accompagnement à la guitare plutôt qu'à l'orgue. En 2006, l'office du vendredi soir inclut un office spirit dans lequel joue un house band.

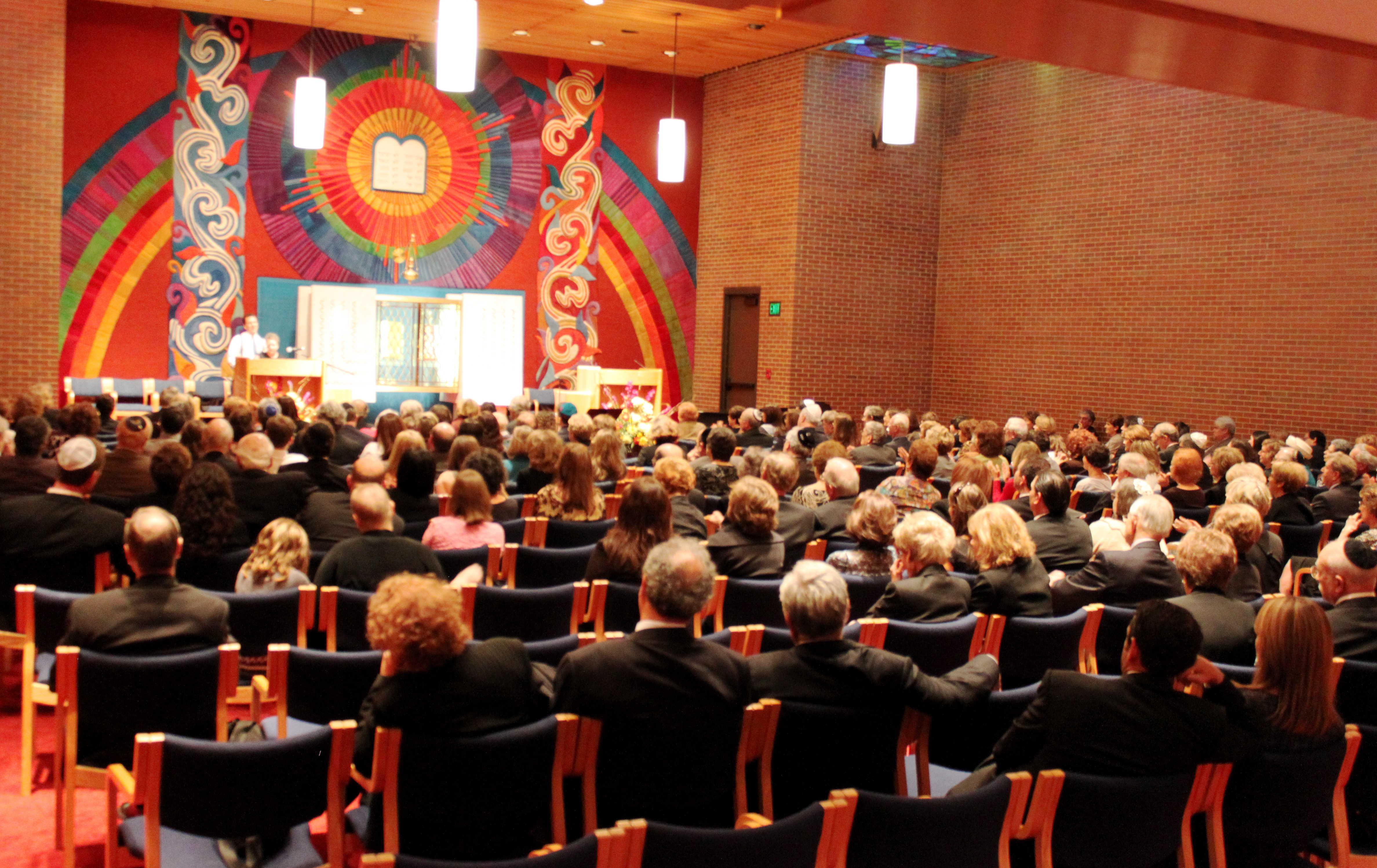
La chapelle dans le bâtiment d'East Massey Road.

Sous la direction de Danziger, plusieurs assistants rabbins se succèdent : Alan Greenbaum (1977–1981), Harry Rosenfled (1981–1984), Constance Abramson Golden (1984–1986, première femme assistante rabbin du Temple d'Israël) et Marc Belgrad (1986–1991). Micah D. Greenstein, le fils du rabbin Howard Greenstein,, succède à Belgrad comme assistant rabbin en 1991 puis est promu rabbin associé. Diplômé de l'Université Cornell et de la John F. Kennedy School of Government, il est ordonné rabbin par la HUC. Après le départ en retraite de Danziger en 2000, il devient le rabbin principal. Défenseur de la justice sociale, il tenta de convaincre la commission du comté de Shelby de voter une loi interdisant les discriminations contre les homosexuels et les transsexuels et utilise la Bible afin de contrer les arguments de ceux qu soutiennent sur la base des versets de la Bible que les homosexuels méritent une telle discrimination. Il est élu président de la Memphis Ministers Association pour deux mandats, et s'assoit à la table de plusieurs associations locales à but non lucratif.
Valerie Cohen devient rabbin assistante en 1999 jusqu'en 2003, avant de devenir rabbin dans la Congrégation Beth Israel de Jackson (Mississippi). Adam B. Grossman, un diplômé de l'Université d'État de l'Ohio, ordonné rabbin par la HUC, rejoint la congrégation comme assistant rabbin en juin 2008. Il avait auparavant servi en tant que rabbin stagiaire au Temple d'Israël de Dayton. Katie M. Bauman, diplômée de l'Université Washington de Saint-Louis et ordonnée rabbin par la HUC devint assistante rabbin en juillet 2009. Elle avait auparavant tenu le rôle de rabbin à Natchez (Mississippi) et à Marion (Ohio), celui de hazzan à Cincinnati au Temple de Rockdale et en 2003–2004, elle était artiste et éducatrice en résidence au Temple d'Israël.
Le Temple d'Israël subit de modestes fluctuations dans le nombre de fidèles dans les années 1990 et 2000. La moitié des juifs pratiquants de Memphis vient régulièrement au Temple d'Israël. En 1995, il y a plus de 1 700 familles et en 2004, il y en a plus de 1 800. L'école religieuse accueille quelque 800 élèves,. En 2008, l'école (renommé the Wendy and Avron Fogelman Religious School) n'en accueille que 500 et en 2010, la communauté ne compte que 1 600 familles. Elle reste cependant la seule synagogue réformée de Memphis, la plus grande et la plus vieille synagogue du Tennessee et l'une des plus grandes synagogues réformées des États-Unis,,. À partir de 2010, Micah Greenstein devient le rabbin principal avec Adam Grossman et Katie Bauman comme assistants rabbins, Harry Danziger comme rabbin émérite et John Kaplan en tant que hazzan.